# Jurina Matsui
Jurina Matsui (松井珠理奈, Matsui Jurina), née le 8 mars 1997 à Kasugai, dans la Préfecture d'Aichi, au Japon, est une idole japonaise. 
Elle a été membre des groupes de J-pop SKE48 (Team S) de 2008 à 2021 et AKB48 (Team K) de 2012 à 2015.

## Catchphrase
Ses deux catchphrases sont basées sur un jeu de mots

### Avec la Team S
1,2,3,4 ご一緒に　6,7,8,9, じゅうりな~
Ichi, ni, san, shi, go-issho ni, roku, shichi, hachi, kyu, Juurina~! Yappari, S ga Es-su!
(1,2,3,4 allons-y ensemble 6,7,8,9 Juurina~! Toujours, S ga Es-su)

### Avec la Team K
体育会K チームK のJK、松井珠理奈です！
Taiikukai K, team K no JK, Matsui Jurina desu!
(La lycéenne dans l'athlétique Team K, je suis Matsui Jurina!)

## Biographie
À 11 ans, en 2008, elle passe les auditions des SKE48 qu'elle réussit avec succès et elle devient rapidement le visage du groupe. En 2009, elle est la première d'un groupe sœur à participer à un single des AKB48: Oogoe Diamond ,dont elle sera le centre. Au single des AKB suivant, c'est Matsui Rena, avec qui elle forme le WMatsui, qui la rejoindra dans 10nen Zakura. Depuis, elle participe à tous les singles des SKE48 et des AKB48 (sauf Chance no Junban et Ue Kara Mariko).
Le 24 mars 2012, Jurina obtient une place temporaire au sein de la Team K d'AKB48 jusqu'à fin 2015.
Elle gagne le tournoi Janken de 2013 et devient "center" du 34e single des AKB48, Suzukake Nanchara, dont le nom complet est "Suzukake no Ki no Michi de "Kimi no Hohoemi wo Yume ni Miru" to Itteshimattara Bokutachi no Kankei wa dou Kawatteshimau no ka, Boku nari ni Nannichi ka Kangaeta Ue de no Yaya Kihazukashii Ketsuron no you na Mono" que l’on pourrait traduire par « Une sorte de conclusion légèrement embarrassante à laquelle je suis arrivée après avoir pensé pendant plusieurs jours sur comment notre relation changerait si je te disais « Je vois ton sourire dans mes rêves » pendant que nous sommes sur une route bordée de platanes orientaux ».
En 2018, Jurina est l'une des membres de SKE48 à être envoyé en tant que participante à l'émission compétitive Produce 48. Malgré une positon au sein du top 15 durant les 5 premiers épisodes, Jurina annonce par l'intermédiaire de son manager prendre une pause et cesser ses activités afin de prendre un peu de temps pour récupérer. Mnet a confirmé plus tard que Matsui se retirait également de Produce 48 où elle s'est classée 13e dans les résultats de vote du cinquième épisode avec 329 455 votes,.
Le 5 octobre 2019, Jurina sort son premier album solo s'intitulant Privacy. Les neuf titres de cet album ont été écrits par elle-même.
Le 7 février 2020, Jurina annonce son départ de SKE48. Après report dû à la pandémie de COVID-19, son concert de départ s'est tenu le 11 avril 2021 au Nippon Gaishi Hall.

## Élection Senbatsu
- 1er Élection Senbatsu - #19 (Senbatsu)
- 2e Élection Senbatsu - #10 (Media Senbatsu)
- 3e Élection Senbatsu - #14 (Senbatsu)
- 4e Élection Senbatsu - #9 (Senbatsu)
- 5e Élection Senbatsu - #6 (Senbatsu)[6]
- 6e Élection Senbatsu - #4 (Senbatsu)[7]
- 7e Élection Senbatsu - #5 (Senbatsu)[8]
- 8e Élection Senbatsu - #3 (Senbatsu)[9]
- 9e Élection Senbatsu - #3 (Senbatsu)
- 10e Élection Senbatsu - #1 (center)

## AKB48 Janken Tournament
- 2e Janken Taikai - Round 3 (Perdu face à Minegishi Minami)
- 3e Janken Taikai - Round 2 (Perdu face à Nakamura Mariko)
- 4e Janken Taikai - Gagnante
- 5e Janken Taikai - Round 3 (Perdu face à Kotani Riho)
- 6e Janken Taikai - Round 1 (Perdu face à Nakamura Mariko)

## Discographie

### Album solo
| Titre   | Détails                                                                                                |
| ------- | --- |
| Privacy | - Date de sortie : 5 octobre 2019 - Label : Showroom Records - Formats : CD, téléchargement, streaming |

## Units

### AKBIdoling!!!
- Chuu Shiyouze! / チューしようぜ!

### Stage Units
- S1 (PARTY ga Hajimaru yo)
- S2 (Te wo Tsunaginagara)
- S3 (Seifuku no Me)
- K6 (RESET)
- Team K Waiting Stage
- S4 (RESET)

### Concerts
- Nenwasure Kanshasai Shuffle Sumaze, AKB! SKE mo Yoroshiku ne
- "Kami Kouen Yotei" AKB48 NHK Hall Concert 2009
- AKB104 Senbatsu Members Sokaku Matsuri
- Yokohama Arena 2010 'AKB48 Manseki Matsuri Kibou Sanpi Ryouron'
- Surprise wa Arimasen
- KYORAKU PRESENTS AKB48 SKE48 LIVE IN ASIA
- 1!2!3!4! YOROSHIKU! Shoubu wa Kore Kara da!
- AKB48 Kouhaku Utagassen 2011
- Unit Matsuri 2012
- Gyomu Renraku. Tanomuzo, Katayama Bucho! in Saitama Super Arena
- AKB48 in TOKYO DOME ~1830m no Yume~
- AKB48 Kouhaku Utagassen 2012
- Matsuri 2013
- Request Hour Setlist Best 100 2013
- AKB48 Group Rinji Soukai "Shirokuro tsukeyou janai ka!"
- Super Festival at Nissan Stadium
- SKE48 Request Hour Setlist Best 50 2013
- AKB48 2013 Manatsu no Dome Tour ~Mada mada, Yaranakya Ikenai koto ga aru~
- SKE48 National Tour

## Apparitions télévisées

### Dramas
- Majisuka Gakuen (マジスカ学園) (2010)
- Mousou Deka! (2011)
- Majisuka Gakuen 2 (マジスカ学園2) (2011)
- Gakkou no Kaidan (学校の怪談) (2012)
- Blackboard ~Jidai to Takatta Kyōshi-tachi~(Blackboard~時代と戦った教師たち~) (2012)[10]
- Majisuka Gakuen 3 (マジスカ学園3) (2012)
- So long! (2013)
- Kagi no Kakatta Heya SP (鍵のかかった部屋) (2014)
- Majisuka Gakuen 4 (マジスカ学園4) (2015)[11]
- Majisuka Gakuen 5 (マジスカ学園5) (2015)[12]
- AKB Horror Night: Adrenaline's Night (2016)[13]
- Watashi Kekkon Dekinainjanakute, Shinaindesu (2016)[14]
- Crow's Blood (2016)[15]

### Émissions de variétés
- AKBINGO!
- SKE48 Gakuen (SKE48学園)
- Shukan AKB
- SKE48 no Yokubari Kagai Jyugyou! (SKE48のよくばり課外授業!)
- SKE48 no magical radio (SKE48のマジカル ラジオ)
- SKE48 no sekai seifuku joshi (SKE48の世界征服女子)
- Bimyo~ (びみょ～)
- Nemousu Terebi (AKB48ネ申テレビ) (Season 3)
- SKE48 no Ebi-Friday Night (SKE48のエビフライデーナイト)
- Produce 48

## Divers
Photobooks
1. 5 août 2009 - B.L.T. U-17 Vol.11 Sizzleful Girl 2009 Summer[16]
2. 5 février 2011 - B.L.T. U-17 Vol.17[17]
3. 1er octobre 2012 - idolgraph: Photogeni[18]
4. 10 janvier 2013 - SKE48 Official History Book[19]
5. 9 septembre 2015 - Jurina: Jurina Matsui First Photo Book[20],[21]